# 刘保威
刘保威（1962年11月—），辽宁昌图人，中华人民共和国政治人物。1984年4月加入中国共产党，1985年7月参加工作，研究生学历。

## 生平
2000年5月，任吉林省国土资源厅副厅长。2008年1月，任吉林省国土资源厅厅长。2011年4月，任通化市委书记。2015年4月，任吉林省投资集团有限公司董事长。2017年9月，接受组织审查。